# San Marcos de Ocotepeque
San Marcos o San Marcos de Ocotepeque es un municipio y Ciudad del departamento de Ocotepeque en la República de Honduras.

## Toponimia
Su nombre es en honor a Marcos el Evangelista, santo de la iglesia católica.

## Límites
| Orientación | Límite                                           |
| ----------- | ------------------------------------------------ |
| Norte       | Municipio de San Francisco del Valle, Ocotepeque |
| Norte       | Municipio de Sensenti, Ocotepeque                |
| Sur         | Municipio de Mercedes, Ocotepeque                |
| Sur         | Municipio de Cololaca, Lempira                   |
| Este        | Municipio de Belén Gualcho, Ocotepeque           |
| Oeste       | Municipio de Mercedes, Ocotepeque                |

Es de los municipios más prósperos de la zona a pesar de haber sido de los más afectado por diversos fenómenos como ser: la guerra con el país vecino del Salvador en 1969 y luego que gran parte de sus terrenos altamente productivos fueron ocupados en la década de los ochenta para campos de refugiados salvadoreños que emigraron de sus países por los conflictos internos como efectos de la guerra fría de los años ochenta.
Distancia hacia otras ciudades
| A                       | km     | Tiempo (Carro) |
| ----------------------- | ------ | -------------- |
| San Francisco del Valle | 3,1    | 7 min          |
| Mercedes                | 16,9   | 44 min         |
| Ocotepeque              | 49,1   | 1 h 1 min      |
| Santa Rosa de Copán     | 65,7   | 1 h 22 min     |
| Esquipulas              | 80     | 1 h 42 min     |
| Nueva Arcadia           | 109    | 2 h 13 min     |
| Gracias                 | 112    | 2 h 15 min     |
| San Salvador            | 156    | 3 h 19 min     |
| Copán Ruinas            | 167    | 3 h 21 min     |
| San Pedro Sula          | 226    | 4 h 17 min     |
| Ciudad de Guatemala     | 306    | 6 h 9 min      |
| La Ceiba                | 402    | 7 h 4 min      |
| Tegucigalpa             | 449    | 7 h 18 min     |
| Juticalpa               | 539    | 8 h 34 min     |
| Managua                 | 768 km | 13 h 9 min     |

## Historia

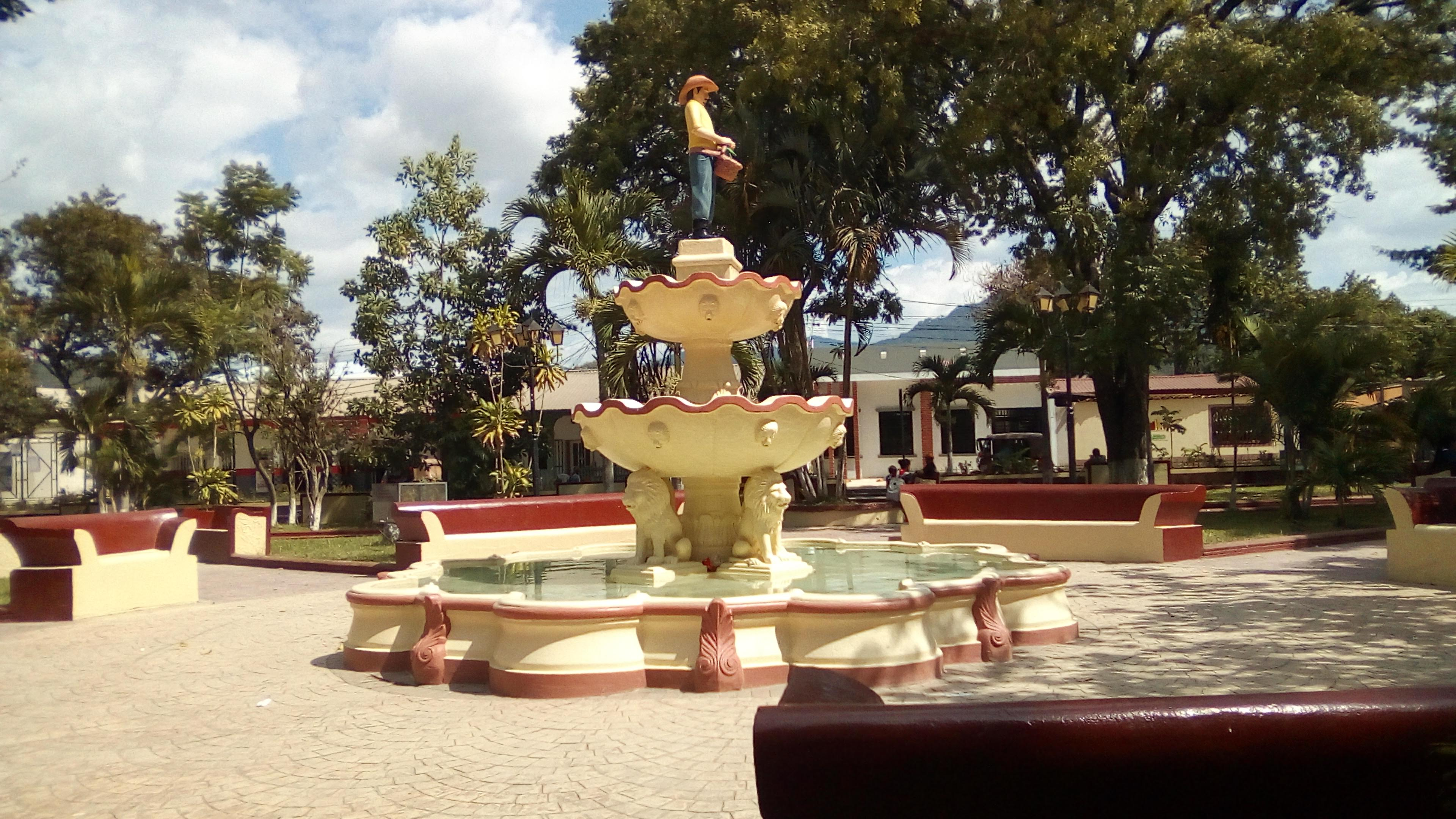
Fuente en le parque de San Marcos.

San Marcos de Ocotepeque en el año de 1,718 era una hacienda propiedad de Don Sebastián Espinoza, vecino del municipio de Chucuyuco que significa lugar de los pericos (hoy municipio de San Francisco del Valle). En el año de 1836 los hermanos Juan Fernando, Juan Clímaco Lemus y Jacinto Fuentes vecinos de Chucuyuco, compraron al gobierno este terreno, que tenía más de diez caballerías de superficie, dejándole con el nombre de “Hacienda San Marcos”.
Su origen como anteriormente se menciona proviene de Hacienda San Marcos.
En años posteriores se desató una epidemia que diezmó a los pobladores, hecho que los obligó a emigrar a distintos lugares de la república, solamente 39 personas que no deseaban abandonar su lugar de origen le hicieron frente a la situación, y con permiso de los dueños del terreno de “San Juan” o “San Marcos”, se radicaron a las orillas del río Gualciquire o Suntulín lugar que hoy conocemos como Barrio Las Flores. Al pasar los años solicitaron a las autoridades de Gracias su independencia y fue declarado con el título de Villa de San Marcos, perteneciente a Gracias.
A finales de 1839 practicaron las primeras elecciones, habiendo salido electo como alcalde Don Francisco Alberto Rodezno y como regidor el señor Felipe Santiago Peraza quienes recibieron la alcaldía el Primero de enero de 1,840 fecha en que se le dio el título de municipio a San Marcos. Con el recorrer de los años recibió el título de ciudad, perteneciendo primero a Gracias, luego a Santa Rosa de Copán, seguidamente a la Villa de San Francisco y por último perteneció al municipio de Sensenti.
Fue en 1985 que San Marcos Ocotepeque recibe su categoría como municipio.

## Educación

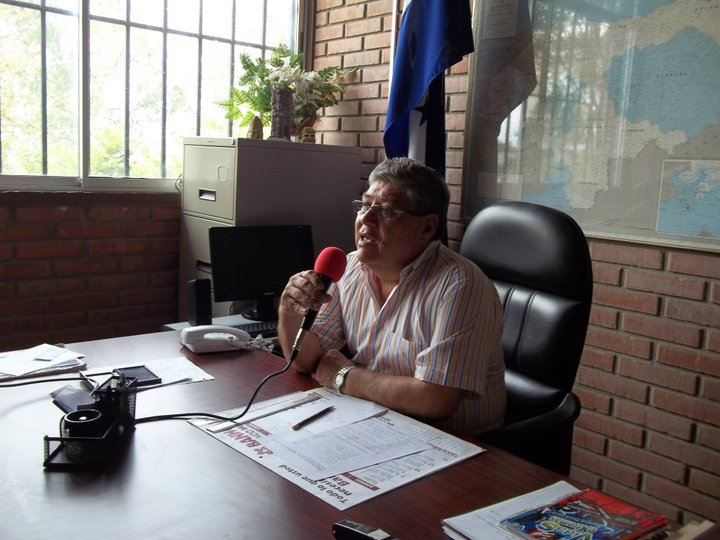

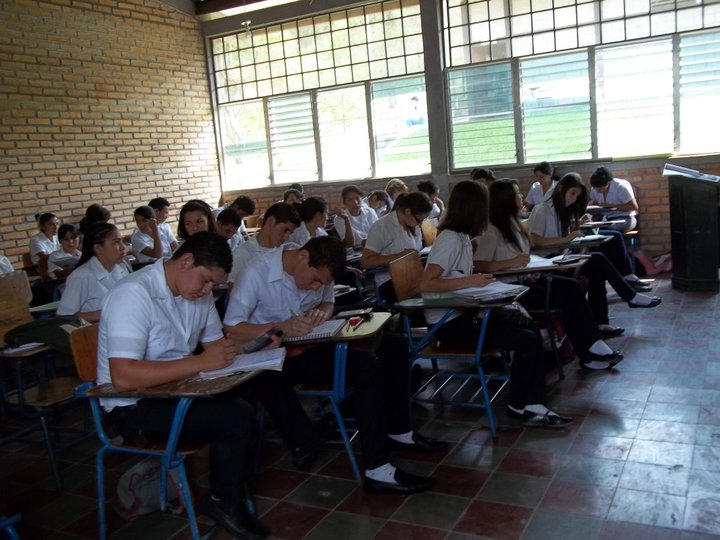
Alumnos de Perito del ISMO.

Actualmente El Instituto Oficial San Marcos tiene un índice académico muy alto y lo ubica entre los cinco mejores de Honduras.
Cuenta con varias escuelas, privadas y públicas. En el gobierno de Zelaya se inauguró la Escuela Piloto Cándido Mejía, que ahora es una de las más grandes en Ocotepeque y también cuenta alto índice académico.
El Instituto San Marcos fue creado por la Secretaría de Educación mediante acuerdo N.º 281-EP de fecha 8 de enero de 1970. El Instituto San Marcos ha sido uno de los mejores de Honduras en los últimos años con un índice académico del 92% (2012) y eso lo ubica entre los cinco mejores de Honduras y en el mejor de Ocotepeque.

## Turismo

### Feria Patronal

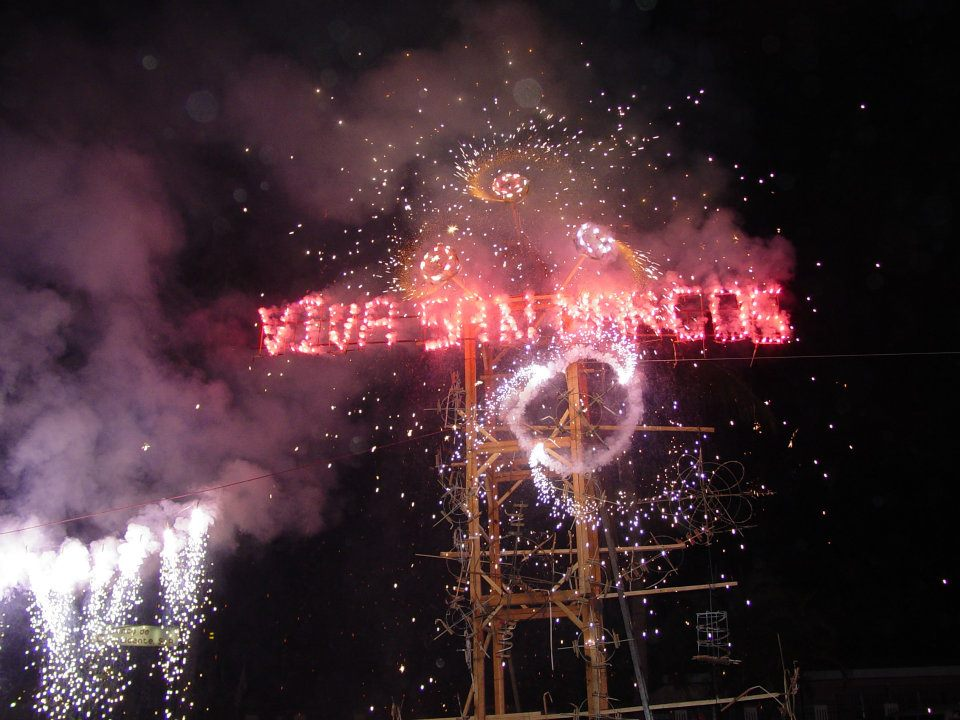
Cerrando Feria Patronal De San Marcos Ocotepeque 2012.

La Feria Patronal en San Marcos (Ocotepeque) se celebra en Honor al Santo Patrón San Marcos en las fechas de 1 de abril al 30 de abril de cada año. La Comunidad como cualquier otra se prepara desde los inicios de marzo para recibir turistas y visitantes de diferentes zonas del país de Honduras y del extranjero como personas de El Salvador y Guatemala.
En este mes también se realizan alboradas, coronaciones, fiestas y una diversidad de festividades.

### Juegos Florales

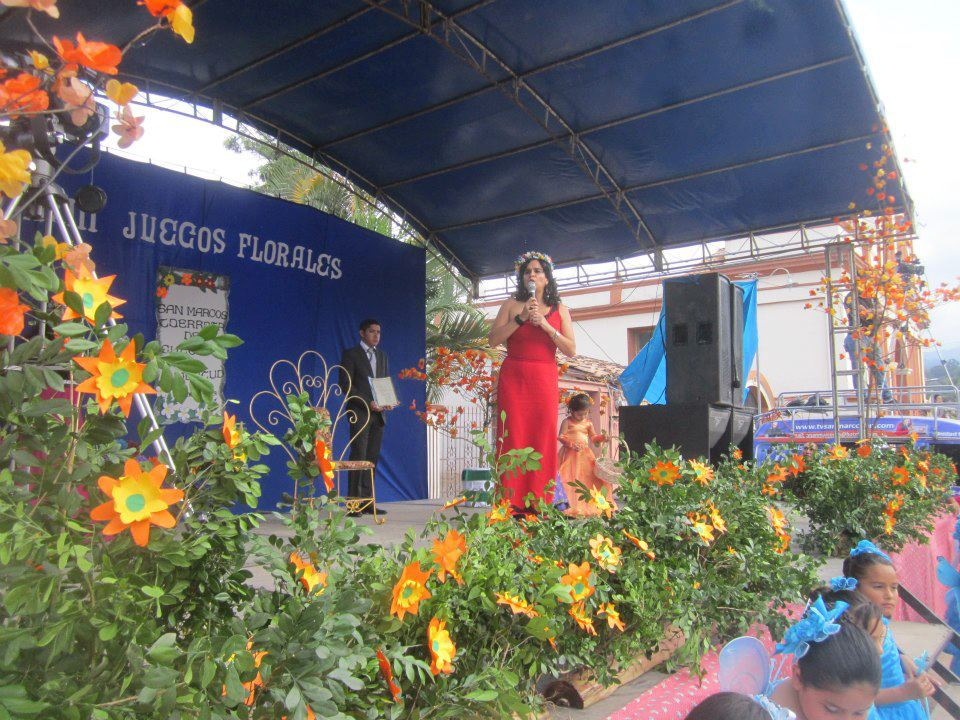

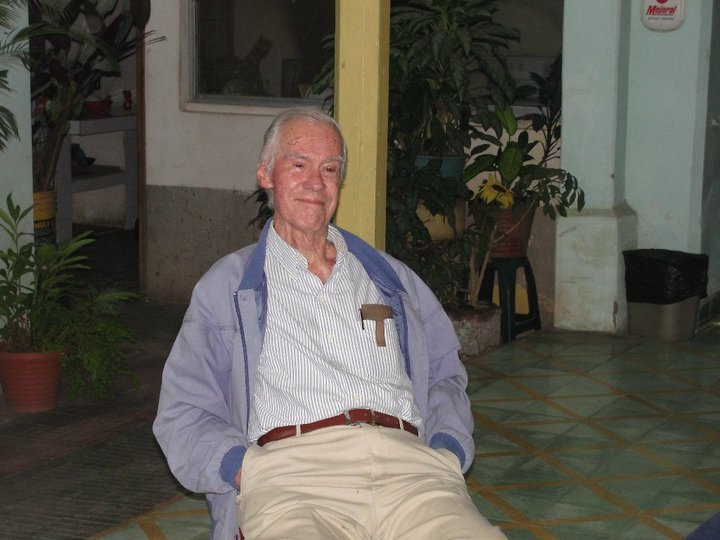
Don Beto Rodezno, una gran personalidad sanmarqueña y galardonado a los Juegos Florales 2012

Los Juegos Florales de San Marcos, Ocotepeque, son un certamen literario nacional constituido mediante resolución de la Corporación Municipal, con el propósito de fomentar la cultura, las artes y las bellas letras, habiendo contribuido significativamente durante más de dos décadas para elevar el acervo cultural de la zona. En el 2012 se celebraron los XXIII Juegos Florales en San Marcos Ocotepeque y estos fueron en conmemoración a una gran personalidad sanmarqueña, Don Francisco Alberto Rodezno en reconocimiento a su significativo aporte al fomento del arte, la cultura y las bellas letras nacionales.
Don “Beto” como cariñosamente lo llaman, en sus 89 años ha entregado tiempo y dinero a esa comisión, y según sus hijos Salvador y Mauricio es algo que ya se lo merecía.
Este destacado hombre es amante del Club de Leones en el municipio, también es colaborador del hospital, de instituciones del Estado, participa en todas las maratones de beneficencia y de la Iglesia Católica.
La Reina de los XXIII Juegos Florales fue la Dra. Carmen Beatriz Murillo. La Ex-reina es Scarleth Interiano.
| Año  | Homenajeado(a)                                      | Reina:                       |
| ---- | --------------------------------------------------- | ---------------------------- |
| 1989 | Samuel Villeda                                      | Pilar de Lara                |
| 1990 | Arnaldo Villanueva Chinchilla                       | Irma Pineda Santos           |
| 1991 | Carlos Manuel Arita                                 | Daisy Muñoz                  |
| 1992 | Argentina Díaz Lozano                               | Sandra Mata                  |
| 1993 | César Augusto Coto                                  | Patricia Murillo             |
| 1994 | Rodolfo Pastor Fasquelle                            | Jackeline Mata               |
| 1995 | Oscar Acosta                                        | Ana Miriam Espinoza Rodezno  |
| 1996 | Rafael Pineda Ponce                                 | Wendy Villafuerte            |
| 1997 | Carlos Garay                                        | Elsa Dinora Ventura          |
| 1998 | Cancelados por huracán Mitch                        | Cancelados por huracán Mitch |
| 1999 | Enrique Rodezno Carvajal                            | Olga Oliva                   |
| 2000 | Norma Erazo                                         | Celia Chinchilla             |
| 2001 | Francis Pinto Rodezno                               | Patricia Lemus               |
| 2002 | Moisés Canelo                                       | Julissa López                |
| 2003 | Mirna de Leitzelar, Mirna Cisneros y Alma Caballero | Denia Murillo                |
| 2004 | Enrique Aguilar Paz                                 | Johana Argeñal               |
| 2005 | Celia Serrano de Regalado                           | Yeni Pineda                  |
| 2006 | Longino Becerra                                     | Telma Iris López             |
| 2007 | Clementina Suárez                                   | Yadira Margarita Barrera     |
| 2008 | Rolando Zelaya y Ferrera                            | Silvia Ventura               |
| 2009 | Roberto Sosa                                        | Reina Doris Villeda          |
| 2010 | Francisco Saybe                                     | Reina Estela Mejia           |
| 2011 | Segisfredo Infante                                  | Skarleth Interiano           |
| 2012 | Francisco Alberto Rodezno                           | Carmen Beatriz Murillo       |
| 2013 | Sociedad Literaria de Honduras                      | Marilin Alvarado             |
| 2014 | Guillermo Anderson                                  | Reyna Lizeth Aguilar         |
| 2015 | Pilo Tejeda                                         | Terli Arita Paz              |
| 2016 | Escuela de música Victoriano López                  | Astrid Lisseth Melgar        |

### Gastronomía
Los habitantes de San Marcos se caracterizan por ser personas amistosas, sociables, laboreñas y teniendo como parte de su cultura una diversidad de costumbres, tradiciones y gastronomía típica.
La Canasta básica de la población del municipio está compuesta de maíz, frijoles, arroz y lácteos, como base de la dieta diaria, además hay alto consumo de vegetales criollos o sea plantas con potencial alimenticio que crecen de forma silvestre, como son los lorocos, flor de izote, Yuca (elephantipes), quiletes (Sinclairia sublobata), guates (amaranthus retroflexus), güisquiles (Sechium edule), ayotes (Cucurbita argyrosperma), subte (Persea schiedeana), hierba mora (Solanum nigrum) entre otros, como en la mayoría de los pueblos del Occidente de Honduras, entre las que mencionamos están las siguientes:
- Tamales: Conocidos como nacatamales en el centro de país, los tamales son una comida a base de masa condimentada, colada y cocida, carne de pollo o cerdo y algunos vegetales. Las porciones se envuelven en hojas de banano y se cocinan en ollas con un poco de agua.
- Pan de mujer: Es un pan artesanal elaborado en casa con recetas ancestrales que han pasado de generación en generación. Resaltan las cemitas de trigo o arroz, las quesadillas, los salpores, la torta de leche, entre otros.
- Dulce en leche: El dulce de leche es elaborado a base de dulce de panela (rapadura) y leche, cocinados a fuego lento hasta el punto de caramelo. Este dulce puede ser aromatizado con canela o clavos de olor. En algunos casos se sustituye la panela con azúcar de caña.
- Sopa de mondongo: Es una sopa a base de panza de res o tripa y hueso comúnmente llamado de pata. La sopa se condimenta de manera especial de manera que tenga un sabor dulzón y se le agregan plátano maduro, yuca y otros vegetales.
- Sopa de gallina criolla: Esta sopa es muy emblemática del occidente del país. En el municipio la sopa se prepara cocinando la gallina entera y sazonando la sopa con verduras,hierbas y especias hasta alcanzar el sabor deseado; la gallina entera es sacada de la sopa, untada de una mezcla de sal con especias y dorada al calor de las brazas.
- Ayote en dulce: Es muy característico e consiste en ayute partido en pedazos y cocinado en olla con poca agua y dulce de panela. Se puede agregar canela o clavos de olor.
- Catrachas: Son tortillas delgadas fritas con frijores refritos encima y queso rallado. En San Marcos, las catrachas son llamadas también “garnachas”.
- Torrejas: Son un postre típico de Navidad y consiste en trosos de pan cocinados en miel del panela o azúcar y aromatizados con canela o clavos de olor.
- Tamalitos: Es una comida a base de maíz tierno, molido, colado y arreglado en tuzas; se cocinan en olla con un poco de agua.
- Montucas: Se preparan del mismo modo que los tamalitos con la diferencia que éstas llevan carne de pollo o cerdo en el centro. Se cocinan de la misma manera.
- Riguas: Es una comida a base de maíz tierno molido o licuado cocinado en medio de hojas de banado. Son conocidas en el sur del país como “Güirilas”.
- Encurtidos: Son conservas de vegetales en viagre de uva o preparado con ácido acético envasado en frascos de vidrio. Son un acompañante de tamales u otras comidas. Los encurtidos pueden ser también de frutas frescas envasadas en jarabe de azúcar.

### Bebidas Típicas
- Chicha: Es una bebida elaborada mediante la fermentación de la cáscara de piña con dulce de panela. También se elabora a base de maíz o trigo.
- Atol dulce de elote: Es una bebida preparada a base de maíz tierno molido o licuado, colado y hervido a fuego lento con agua, leche, canela y azúcar.
- Atol chuco: se prepara con el grano de maíz maduro, dejado en agua una noche, molido, colado y cocinado hasta alcanzar el punto del atol. Es de sabor agrio intenso y se acompaña con frijoles cocidos y aiguaste (semilla de ayote molida y condimentada con chile).
- Fresco natural: Se prepara con fruta fresca de la temporada, agua y azúcar. Es el acompañante más común de todas las comidas del día y de las meriendas.
- Café: Es una de las bebidas más consumidas por la población del municipio y es preparada a base del grano tostado y molido del café. En los últimos años se ha experimentado un aumento de los negocios especializados en café que sirven desde los cafés tradicionales hasta los elaborados a base de métodos como filtrados, prensas y sifones.
- Vino natural: Son elaborados a base de frutas de temporada y se consumen en el municipio u otros sitios del país. Los procedimientos para su elaboración son artesanales.
- Horchata de arroz: Es una bebida muy apetecida elaborada a base de arroz tostado y molido, preparado con algunas nueces y especias como canela entre otras.

## División Política
Aldeas: 14 (2013)
Caseríos: 82 (2013):
| Código | Aldea                    |
| ------ | ------------------------ |
| 141301 | San Marcos               |
| 141302 | Callejones               |
| 141303 | Cunce                    |
| 141304 | El Carrizal              |
| 141305 | El Granzal               |
| 141306 | El Jaralón o Nueva Aldea |
| 141307 | El Refugio               |
| 141308 | El Tránsito              |
| 141309 | La Ascensión             |
| 141310 | Potrerillos              |
| 141311 | Sabana Larga             |
| 141312 | San Juan                 |
| 141313 | San Luis                 |
| 141314 | Santa Marta              |
|        | Mesa Grande              |
|        | Platanares               |

### Barrios y Colonias
San Marcos (Ocotepeque) cuenta con 2 Colonias y 13 Barrios. Los Barrios más urbanizados son Barrio San Juan, Barrio El Centro y Barrio San Sebastián.
| Zona        | Barrio/Colonia                                                                  |
| ----------- | ------------------------------------------------------------------------------- |
| Zona Norte  | Barrio Buenos Aires. Barrio Brisas del Campo. Barrio La Herradura.              |
| Zona Sur    | Barrio Piñalito. Barrio El Calvario. Villa Los Amates. Colonia Villa Florencia. |
| Zona Centro | Barrio El Centro. Barrio San Juan. Barrio San Sebastián.                        |
| Zona Este   | Brisas Sanmarqueñas. Colonia San Antonio. Barrio Las Lajitas.                   |
| Zona Oeste  | Barrio Las Flores. Barrio Santa Rosita. Barrio El Bosque.                       |